# Carbrodruck
Der Carbrodruck ist ein 1873 entwickeltes fotografisches Edeldruckverfahren zur Herstellung künstlerischer Fotografien.
Wie bei den meisten Edeldruckverfahren ist die Basis eine pigmenthaltige Gelatineschicht, die mit einer Lösung von Kaliumdichromat, Kaliumferrizyanid und Kaliumbromid getränkt wird. Diese wird mit einer Bromsilberkopie in Kontakt gebracht. Die Gelatineschicht wird an den belichteten Stellen gegerbt, die nicht gegerbten Stellen können ausgewaschen werden. Anschließend wird das Bild auf Papier übertragen. Von einer Kopie sind etwa sechs Übertragungen möglich.